# BWF International Series 2011
Die BWF International Series 2011 war die fünfte Auflage der BWF International Series im Badminton.

## Turniere und Sieger
| Veranstaltung | Herreneinzel          | Dameneinzel          | Herrendoppel                                   | Damendoppel                                   | Mixed                                    |
| ------------- | --------------------- | -------------------- | ---------------------------------------------- | --------------------------------------------- | ---------------------------------------- |
| Estland       | Ville Lång            | Michelle Chan        | Peter Käsbauer Josche Zurwonne                 | Iris Tabeling Selena Piek                     | Jacco Arends Selena Piek                 |
| Uganda        | Jan Fröhlich          | Telma Santos         | Giovanni Greco Daniel Messersi                 | Özge Bayrak Öznur Çalışkan                    | Ivan Mayega Norah Nassimbwa              |
| Portugal      | Sven Eric Kastens     | Sashina Vignes Waran | Niclas Nøhr Mads Pedersen                      | Alexandra Langley Lauren Smith                | Robin Middleton Alexandra Langley        |
| Rumänien      | Koichi Saeki          | Minatsu Mitani       | Sam Magee Tony Stephenson                      | Alexandra Bruce Michelle Li                   | Sam Magee Chloe Magee                    |
| Kroatien      | Dieter Domke          | Minatsu Mitani       | Kim Astrup Rasmus Fladberg                     | Sandra-Maria Jensen Line Kjærsfeldt           | Zvonimir Đurkinjak Staša Poznanović      |
| Thailand      | Ashton Chen Yong Zhao | Yuka Kusunose        | Nelson Heg Wei Keat Teo Ee Yi                  | Chayanit Chalardchaleam Pattharaporn Jindapol | Tan Aik Quan Lai Pei Jing                |
| Slowenien     | Hsu Jen-hao           | Carola Bott          | Łukasz Moreń Wojciech Szkudlarczyk             | Johanna Goliszewski Carla Nelte               | Zvonimir Đurkinjak Staša Poznanović      |
| Kenia         | Vladimir Malkov       | Özge Bayrak          | Manu Attri Jishnu Sanyal                       | Özge Bayrak Neslihan Yiğit                    | Lê Hà Anh Lê Thu Huyền                   |
| Singapur      | Kazuteru Kozai        | Xing Aiying          | Agripina Prima Rahmanto Markus Fernaldi Gideon | Aya Shimozaki Emi Moue                        | Danny Bawa Chrisnanta Vanessa Neo Yu Yan |
| Litauen       | Kęstutis Navickas     | Chloe Magee          | Łukasz Moreń Wojciech Szkudlarczyk             | Anna Kobceva Elena Prus                       | Sam Magee Chloe Magee                    |
| Ungarn        | Rasmus Fladberg       | Stefani Stoeva       | Zvonimir Đurkinjak Zvonimir Hölbling           | Natalia Pocztowiak Staša Poznanović           | Viki Indra Okvana Gustiani Megawati      |
| Slowakei      | Petr Koukal           | Anu Nieminen         | Jorrit de Ruiter Dave Khodabux                 | Selena Piek Iris Tabeling                     | Dave Khodabux Selena Piek                |
| Suriname      | Pedro Martins         | Neslihan Yiğit       | Virgil Soeroredjo Mitchel Wongsodikromo        | Özge Bayrak Neslihan Yiğit                    | Hugo Arthuso Fabiana Silva               |
| Botswana      | Edwin Ekiring         | Claudia Mayer        | Jinkan Ifraimu Ola Fagbemi                     | Annari Viljoen Michelle Edwards               | Dorian James Michelle Edwards            |
| Syrien        | Pedro Martins         | Telma Santos         | Mohammad Sawass Murad Sin                      | Hadil Kareem Sanaa Mahmoud                    | Ammar Awad Sanaa Mahmoud                 |
| Zypern        | Emil Holst            | Lianne Tan           | Theis Christiansen Niclas Nøhr                 | Tatjana Bibik Anastasia Chervyakova           | Niclas Nøhr Joan Christiansen            |
| Wales         | Niluka Karunaratne    | Nicole Schaller      | Chris Coles Matthew Nottingham                 | Ng Hui Lin Ng Hui Ern                         | Martin Campbell Ng Hui Lin               |
| Bangladesch   | Alrie Guna Dharma     | Achini Ratnasiri     | Tarun Kona Arun Vishnu                         | Achini Ratnasiri Upuli Weerasinghe            | Lê Hà Anh Lê Thu Huyền                   |
| Türkei        | Fabian Hammes         | Anne Hald            | Ben Stawski Paul van Rietvelde                 | Gabriela Stoeva Stefani Stoeva                | Ben Stawski Lauren Smith                 |